# Белые Лужи (Минский район)
Белые Лужи (бел. Белыя Лужы), также Белая Лужа (бел. Белая Лужа) — деревня в Минском районе Минской области. Входит в состав Острошицко-Городокского сельсовета.

## География
Расположена в 17 км к северо-востоку от Минска, в непосредственной близости к югу от автодороги Р80 вблизи пересечения её с автомагистралью М3.

## История
По состоянию на 1858 год, существовала деревня Белолужа, где учтено 58 душ мужского пола. Согласно переписи населения Российской империи 1897 года, относилась к Острошицко-Городокской волости Минского уезда Минской губернии, здесь было 4 двора, проживали 38 человек.
С февраля по декабрь 1918 года деревня было оккупировано войсками кайзеровской Германии, с июля 1919 г. по июль 1920 г. — войсками Польши.
С 1919 года в составе БССР. По состоянию на 1924 год хутор, 20 августа того же года вошедший в состав вновь образованного Острошицко-Городокского сельсовета Острошицко-Городокского района Минского округа. По данным переписи населения СССР 1926 года, хутор насчитывал 5 дворов, где проживали 25 человек. С 18 января 1931 года. в Логойском районе. С 26 мая 1935 года в Минском районе. С 20 февраля 1938 года г. в Минской области. В годы Великой Отечественной войны, с конца июня 1941 года по начало июля 1944 года, был оккупирован немецко-фашистскими захватчиками.
Нынешний вид деревня приобрела в советское время. Сперва здесь были выстроены два одноэтажных общежития для сотрудников торфобрикетного завода. Впоследствии вблизи них был построен частный жилой дом, а через какое-то время и общежития перешли в частную собственность и стали использоваться как обычные жилые дома.
В 1997 году деревня относилась к совхозу «Новый путь» с центром в Острошицком Городке, здесь насчитывалось 5 домохозяйств и 21 житель.
В связи с запланированным строительством вблизи пересечения автодорог Р80 и М3 автозаправки предполагался снос деревни и постройка заправки на её месте. Однако в этом случае необходимо было выплатить всем жителям деревни компенсацию, тогда как только в одном из домов было зарегистрировано 18 человек, и от сноса деревни отказались: заправка была построена с другой стороны развязки.
В 2010 году в деревне было 4 дома, 16 жителей.
По состоянию на 2023 год в деревне имеется 3 жилых частных дома, из которых 2 — бывшие общежития, 3-й — построенный вблизи них позднее. Вблизи последнего расположен также сарай, переоборудованный местными под жилой дом.

## Население
- 1858 г. — 58 мужчин
- 1897 г. — 38 жителей, 4 двора.
- 1926 г. — 25 жителей, 5 дворов.
- 1997 г. — 21 житель, 5 дворов.
- 2010 г. — 16 жителей, 4 двора.